# Ⱛ
Cette page contient des caractères spéciaux ou non latins. S’ils s’affichent mal (▯, ?, etc.), consultez la page d’aide Unicode.
Ijitsa (Ижица en cyrillique ; capitale Ⱛ, minuscule ⱛ) est la 40e lettre de l'alphabet glagolitique.

## Linguistique
La lettre sert à noter les phonèmes /v/ ou /i/.

## Historique
L'origine de la lettre n'est pas connue.

## Représentation informatique
- Unicode :
  - Capitale Ⱛ : U+2C2B
  - Minuscule ⱛ : U+2C5B